# Jimpster
Jimpster, noto anche come Audiomontage e Franc Spangler, pseudonimo di Jamie Odell (...), è un disc jockey e produttore discografico inglese. È inoltre il fondatore dell'etichetta discografica inglese Freerange Records.
Il padre Roger, batterista del gruppo jazz-funk inglese Shakatak, lo indirizza alla carriera musicale e lo influenza con le sue atmosfere jazz, che si ritrovano nella produzione del figlio. L'ultimo album, Porchlight and Rocking Chairs, ha ottenuto un discreto successo di critica: Resident Advisor gli ha assegnato un punteggio di 3.5/5. Nel 2015 il noto sito del settore Traxsource lo incorona Leggenda della deep house ponendolo al primo posto della classifica dei migliori 20 al mondo.

## Discografia

### Album in studio
- Martian Arts (1997), Instinct Ambient
- Messages From the Hub (1999), Kudos
- Live At Soundofspeed (2000), Soundofspeed
- Domestic Science (2002), Kudos
- Amour (2006), Freerange Records
- Porchlight and Rocking Chairs (2013), Freerange Records
- Silent Stars (2017), Freerange Records